# Admiral Scheer (krydser)
Admiral Scheer fra den tyske Kriegsmarine under 2. verdenskrig var det andet fartøj af Deutschland-klassen "panserskibe" og søsterskib til Lützow og Admiral Graf Spee. Den var opkaldt efter admiral Reinhard Scheer og blev søsat 1. april 1933 og sænket mellem 9. og 10. april 1945.

## Historie
Den 29. Juni 1936 deltog Admiral Scheer i Kieler Woche. Hun patruljerede i de spanske farvande som et ikke-angrebsfartøj under den Spanske borgerkrig 1936–1937, hvor den i alt 7 gange var indsat til at udøve international havovervågning.
Mellem 1939 og 1940 lå Admiral Scheer i tørdok og blev for en sum af 6,4 mio. mark ombygget til en svær krydser med en vægt på 12 100 tons. I begyndelsen havde skibet problemer med sine dieselmotorer og kom ikke i drift før november 1940. Under kommando af admiral Theodor Krancke krydsede hun Atlanterhavet. Under den femte operation koncentrerede Admiral Scheer fejlagtigt sit møde med den bevæbnede hjælpekrydser HMS Jervis Bay og lod den øvrige konvoj slippe, men det lykkedes at sænke Jervis Bay. Derefter sejlede hun midt i december 1940 til det sydlige Atlanterhav og i februar 1941 til det Det Indiske Ocean helt til Seychellerne. Derefter anløb hun den 1. April 1941 Kiel. Under hele indsatsen sejlede hun på 155 dage omkring 46.000 sømil, og sænkede 14 allierede og neutrale skibe. Foruden sænkningen af skibene blev der erobret 3 handelsskibe, som i alt tilsammen havde en vægt på 115.195 tons.
Under den den tyske besættelse af Norge blev Admiral Scheer stationeret der i 1942, hvor den samme år deltog i blokaden af russiske handelsskibe ved den russiske nordkyst. 1943 blev hun benyttet som uddannelsesskib og indsat i Østersøen. Den 17. juli 1944 blev hun underordnet en kampgruppe under kommando af admiral August Thiele (1893 1981) med den svære destroyer Prinz Eugen, sammen med andre destroyere og torpedobåde. I november deltog gruppen i den tysk armégruppe Heeresgruppe Nords tilbagetogskampe i Estland, hvor de gav artilleriunderstøttelse og dækkede evakueringen af de sidste 4.491 forsvarere af den sydlige del af den estiske ø Saaremaa.
I februar 1945 leverede gruppen artilleriunderstøttelse til forskellige tyske brohoveder ved byen Frombork og på halvøen Samland, vest for Königsberg. I marts transporterede gruppen flygtninge og sårede til Swinemünde og beskød sovjetiske tropper ved Kolberg og Wolin. Der fulgte flere transporter af flygtninge til Kiel; derefter kom Admiral Scheer på værft.
Den 9. April 1945 blev Admiral Scheer sænket af Royal Air Force bombefly efter flere bombetræffere, da hun lå ved værftet i Kiel. I juli 1946 blev dele af vraget fjernet. Resterne af vraget blev overdækket af murbrokker fra bombningen af Kiel. Skibsklokken befinder sig i museet "Deutsches Marinemuseum" i Wilhelmshaven.

## Kommandanter
| 12. november 1934 til 21. september 1936 | Kapitän zur See Wilhelm Marschall             |
| 22. september 1936 til 30. oktober 1938  | Kapitän zur See Otto Ciliax                   |
| 31. oktober 1938 til 24. oktober 1939    | Kapitän zur See Hans-Heinrich Wurmbach        |
| 31. oktober 1939 til 4. februar 1940     | Kapitän zur See Theodor Krancke               |
| 17. juni 1940 til 3. juni 1941           | Kapitän zur See Theodor Krancke               |
| 12. juni 1941 til 28. november 1942      | Kapitän zur See Wilhelm Meendsen-Bohlken      |
| 29. november 1942 til 31. januar 1943    | Fregattenkapitän Ernst Gruber (stedfortræder) |
| 1. Februar 1943 til 4. april 1944        | Kapitän zur See Richard Rothe-Roth            |
| 5. april 1944 til 9. april 1945          | Kapitän zur See Ernst-Ludwig Thienemann       |

## Film
Kampen mellem Admiral Scheer og hjælpekrydseren HMS Jervis Bay blev 1943 vist i den britiske spillefilm San Demetrio. I begyndelsen af 1946 blev den vist i Danmark med titlen Det forladte skib, "San Demetrio".

## Galleri
- Model, udstillet i "Deutschen Marinemuseum", Wilhelmshaven
- Admiral Scheer fotograferet fra et andet skib omkring 1936
- Detaljer af skibets aircraft catapult midtskibs, og en 15 cm kanon (1935-38)
- Rekonstruktion fra "United States Navy Office of Naval Intelligence" (1942)
- Admiral Scheers bombede vrag i Kiel havn (9.april 1945)